# ФК Маритимо
ФК Маритимо (порт. Club Sport Marítimo) португалски је фудбалски клуб из Фуншала. Клуб је основан 20. септембра 1910. године. Тренутно се такмичи у Првој лиги Португалије.
Резервни тим клуба, Маритимо Б, такмичи се у четвртој лиги, а женски тим у Првој лиги. Осим фудбала, Маритимо има тимове у другим спортовима који се такмиче у националним лигама, као што су одбојка, рукомет и атлетика. Навијачи Маритима се зову Маритимистас.
Клуб је освојио један велики трофеј, првенство Португалије 1926. године. Након дужег периода без наступа у највишем рангу такмичења, коначно су се вратили 1973. године. Од тада је Маритимо редовно играо у највишем рангу клупског фудбалског такмичења. Домаће утакмице игра на стадиону Маритимо (Estádio do Marítimo), који има капацитет од 10.932 седећих места. У европским такмичењима, најбољи резултат су остварили пласманом у групну фазу Лиге Европе у сезони 2012/13.

## Успеси
- Првенство Португалије[а]

- Првак (1): 1925/26.

- Друга дивизија Португалије

- Првак (1): 1976/77, 1981/82.

## Маритимо у европским такмичењима
На дан 8. септембар 2021.
| Сезона  | Такмичење   | Коло        | Држава              | Клуб            | Дом. | Гост | Укупно        |
| ------- | ----------- | ----------- | ------------------- | --------------- | ---- | ---- | ------------- |
| 1993/94 | Куп УЕФА    | 1. коло     | Белгија             | Ројал Антверпен | 2:2  | 0:2  | 2:4           |
| 1994/95 | Куп УЕФА    | 1. коло     | Швајцарска          | Арау            | 1:0  | 0:0  | 1:0           |
| 1994/95 | Куп УЕФА    | 2. коло     | Италија             | Јувентус        | 0:1  | 1:2  | 1:3           |
| 1998/99 | Куп УЕФА    | 1. коло     | Енглеска            | Лидс јунајтед   | 1:0  | 0:1  | 1:1 (1:4 пен) |
| 2001/02 | Куп УЕФА    | Квал.       | Босна и Херцеговина | Сарајево        | 1:0  | 1:0  | 2:0           |
| 2001/02 | Куп УЕФА    | 1. коло     | Енглеска            | Лидс јунајтед   | 1:0  | 0:3  | 1:3           |
| 2004/05 | Куп УЕФА    | 1. коло     | Шкотска             | Глазгов Ренџерс | 1:0  | 0:1  | 1:1 (2:4 пен) |
| 2008/09 | Куп УЕФА    | 1. коло     | Шпанија             | Валенсија       | 0:1  | 1:2  | 1:3           |
| 2010/11 | Лига Европе | 2. коло кв. | Република Ирска     | Спортинг Фингал | 3:2  | 3:2  | 6:4           |
| 2010/11 | Лига Европе | 3. коло кв. | Велс                | Бангор Сити     | 8:2  | 2:1  | 10:3          |
| 2010/11 | Лига Европе | Плеј-оф     | Белорусија          | БАТЕ Борисов    | 1:2  | 0:3  | 1:5           |
| 2012/13 | Лига Европе | 3. коло кв. | Грчка               | Астерас Триполи | 0:0  | 1:1  | 1:1 (пгг)     |
| 2012/13 | Лига Европе | Плеј-оф     | Грузија             | Дила Гори       | 1:0  | 2:0  | 3:0           |
| 2012/13 | Лига Европе | Група Д     | Француска           | Бордо           | 1:1  | 0:1  | 3.            |
| 2012/13 | Лига Европе | Група Д     | Енглеска            | Њукасл јунајтед | 0:0  | 1:1  | 3.            |
| 2012/13 | Лига Европе | Група Д     | Белгија             | Клуб Бриж       | 2:1  | 0:2  | 3.            |
| 2017/18 | Лига Европе | 3. коло кв. | Бугарска            | Ботев Пловдив   | 2:0  | 0:0  | 2:0           |
| 2017/18 | Лига Европе | Плеј-оф     | Украјина            | Динамо Кијев    | 0:0  | 1:3  | 1:3           |

## Познати играчи
- Пепе
- Данило Переира
- Нуно Валенте
- Фернандо Сантос
- Цвијетин Благојевић